# القبة المرابطية (مراكش)

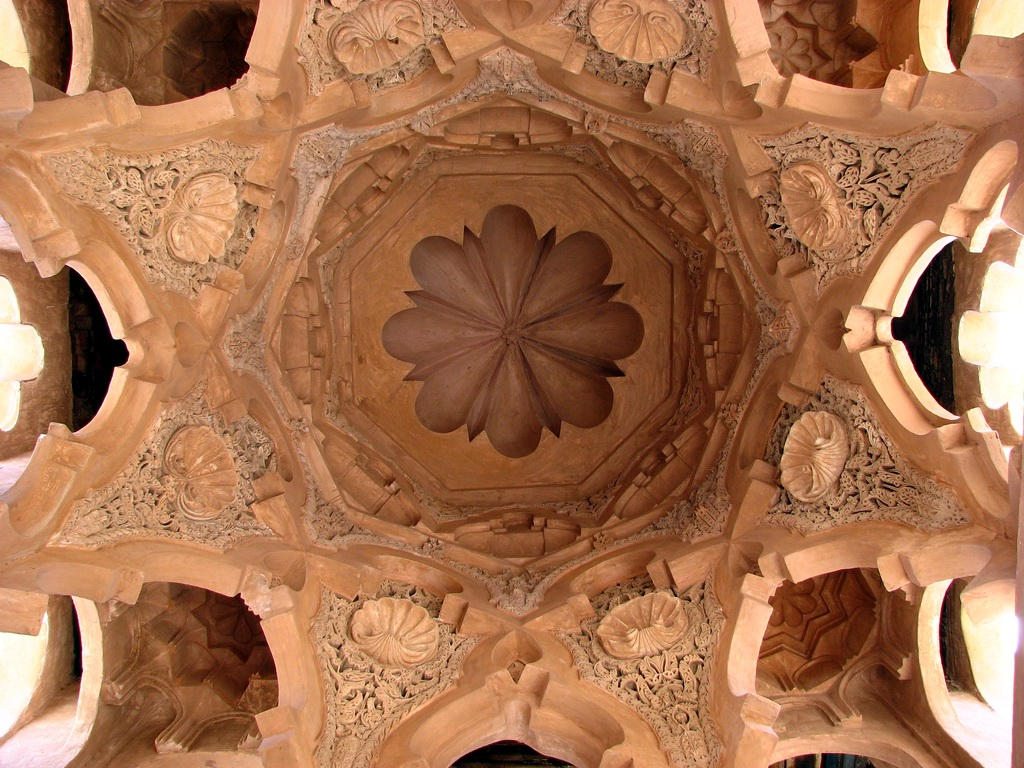
زخرفة دقيقة في سقف القبة

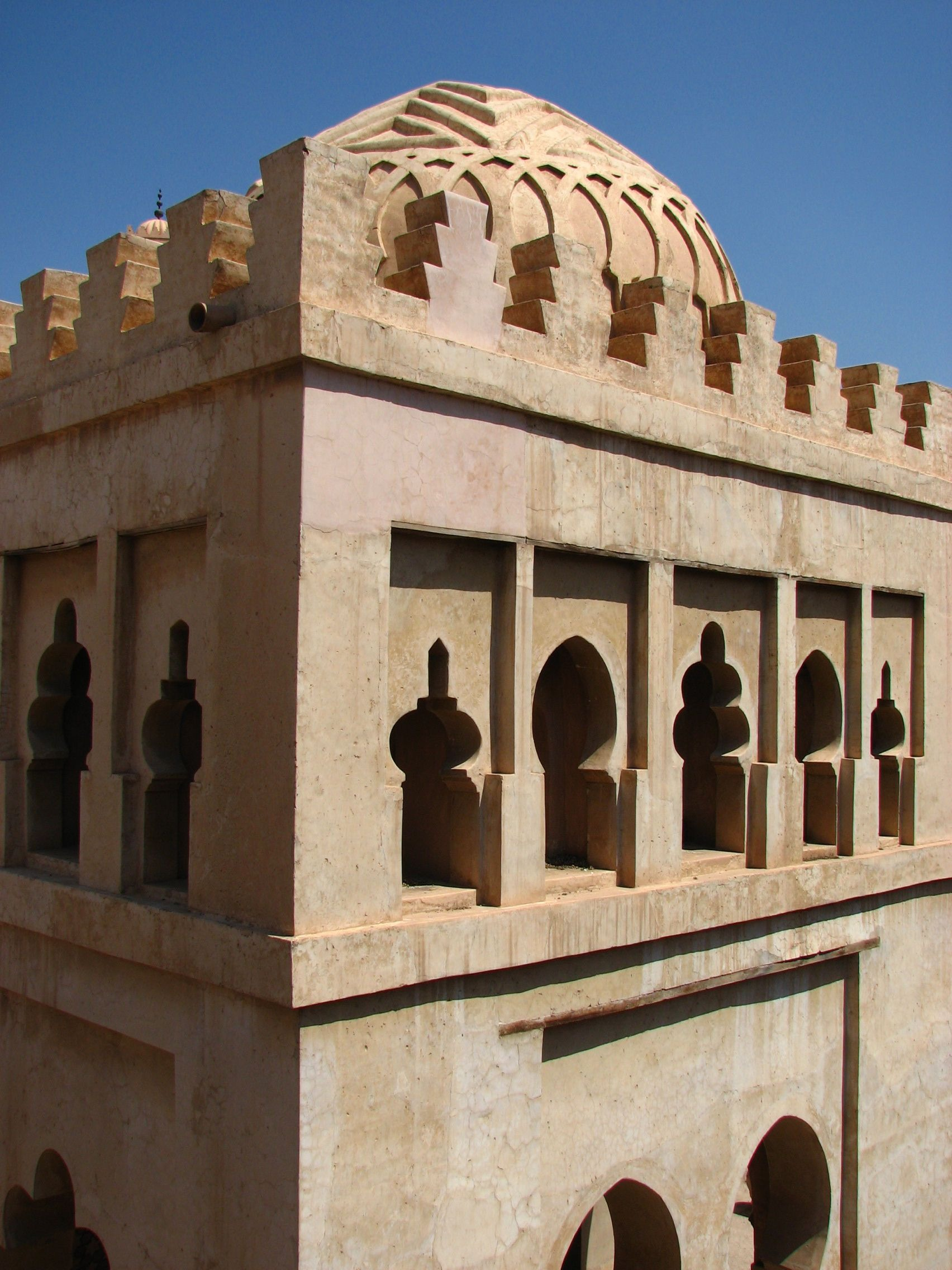
القبة المرابطية من الخارج

القبة المرابطية وتُعرف أيضًا باسم قبة الباروديين وقبة البعديين، هي مبنى أثري يقع في مدينة مراكش بالمغرب. شيّدته الدولة المرابطية في أوائل القرن الثاني عشر. وتتميز بزخارفها الاستثنائية وبكونها إحدى الآثار القليلة الباقية من العمارة المرابطية بمراكش.

## تاريخ
تقع القبة المرابطية بجوار متحف مراكش وعلى بعد حوالي 40 مترًا جنوب مسجد ابن يوسف. وهي المثال الوحيد الباقي للعمارة المرابطية في مراكش. بُنيت إما في عام 1117 أو على الأرجح في عام 1125، من قبل الحاكم المرابطي علي بن يوسف بن تاشفين.:43 وقد قبل العلماء عمومًا أنها تنتمي إلى مسجد بن يوسف القريب، المسجد الرئيسي للمدينة في ذلك الوقت، وأنها كانت جناحًا يستخدم للوضوء قبل الصلاة. المسجد نفسه، الذي بناه أيضًا علي بن يوسف في الأصل، أعيد بناؤه بالكامل منذ ذلك الحين في القرون الأخيرة. كان هذا النوع من المباني لتوفير المياه بالقرب من المسجد يُعرف أيضًا باسم "ميضأة"، ويوجد في مساجد لاحقة في مراكش.
في العصر الحديث، جرى توثيق وجود القبة لأول مرة من قبل علماء فرنسيين في عام 1947، حيث نشر المؤرخ المعماري بوريس ماسلو ملاحظات عنها في عام 1948. في السنوات التالية، أجريت حفريات ودراسات أكثر شمولاً تحت إشراف هنري تراس وجاك مونييه. بسبب ارتفاع مستوى الأرض وبناء هياكل أخرى حولها، دُفن أكثر من نصف القبة تحت 7-8 أمتار من الحطام. امتنع العلماء الفرنسيون عن أي إعادة بناء أو ترميم كبير، وتركوا المبنى كما وجد أساسًا، ونشروا نتائجهم في الخمسينيات. في العقود التي تلت حفرها، أصبحت معلمًا تاريخيًا ووجهة جذب سياحي.

## الوصف

### الجناح المقبب
تتربع القبة على مبنى مستطيل الشكل، يبلغ قياسه 7.35 × 5.45 مترًا، ويأوي حوضًا مائيًا. ويبلغ ارتفاع المبنى بالكامل 12 مترًا. وتشمل المواد المستخدمة الحجر والطوب وخشب الأرز. والداخل مزين بشكل غني بأنماط نباتية ونباتية منحوتة (أقماع الصنوبر والنخيل وأوراق الأقنثة) وأشكال النخيل/الأصداف البحرية والخط العربي. وقد قورنت قبتها الصغيرة بقباب المسجد الكبير في قرطبة ومسجد باب المردوم في طليطلة (كلاهما من المباني القديمة من العمارة الأموية الأندلسية).
في الزوايا، بين أجنحة القبة والجدران الخارجية المستطيلة، توجد أربع قباب مصغرة منحوتة ببعض أقدم زخارف المقرنصات في المغرب. نظرًا لأن زخرفة المقرنصات نشأت في العمارة العباسية في الشرق الأوسط، فقد اقترح أحد العلماء على الأقل أن هذا الجمع بين الزخارف القرطبية الأموية والعباسية كان اختيارًا أسلوبيًا متعمدًا من الحاكم المرابطي لاستحضار إرث وتراث مشترك مع هؤلاء الخلفاء.

يوجد حول الجزء الداخلي من الجناح نقش عربي، تعرض الآن لأضرار بالغة، يوضح أساس المبنى ويذكر اسم علي بن يوسف وتاريخ البناء، على الرغم من أن سنة التاريخ غير قابلة للقراءة (مما يؤدي إلى نقاش علمي حول التاريخ الدقيق).

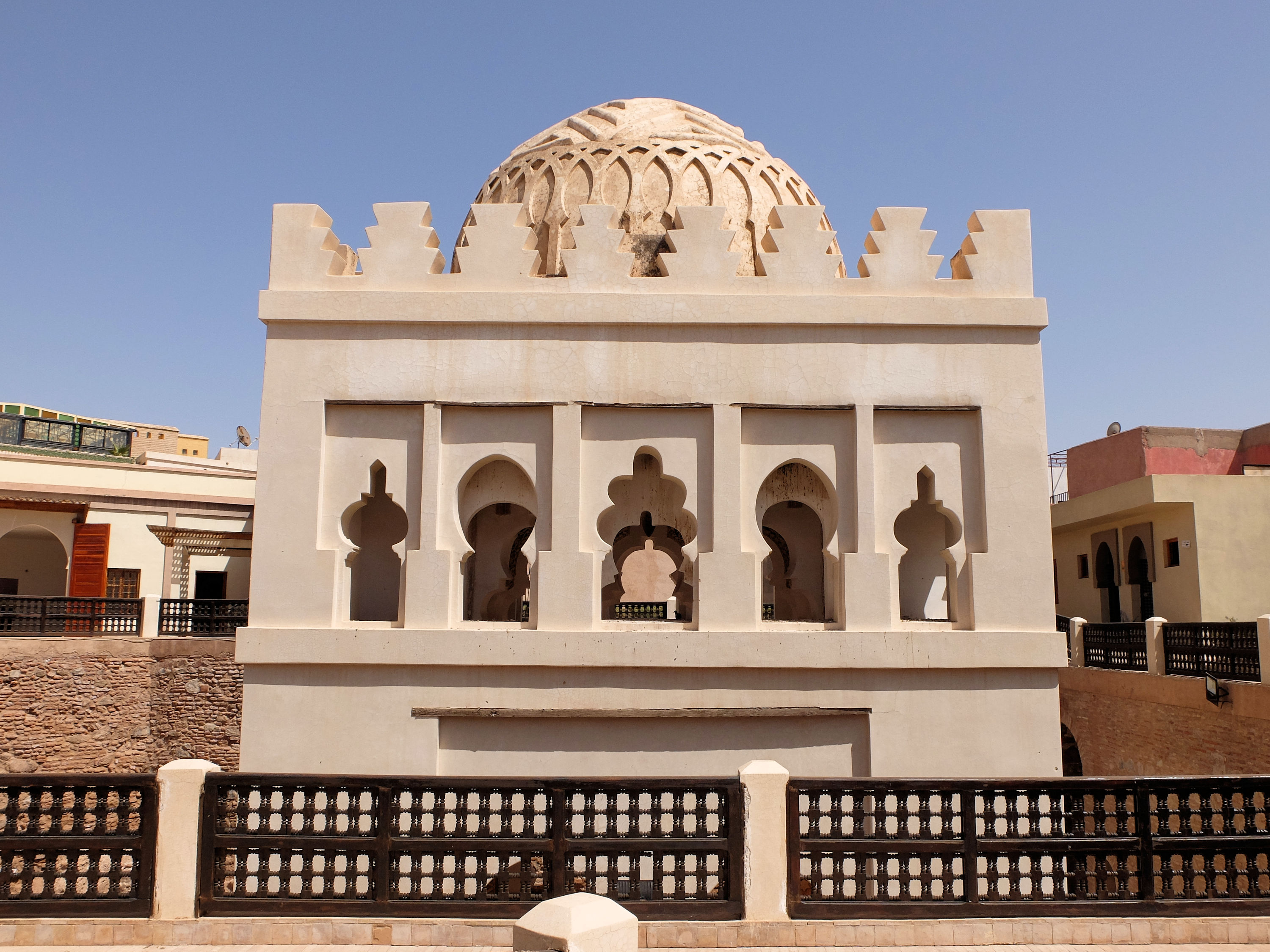
منظر للقسم العلوي والنوافذ
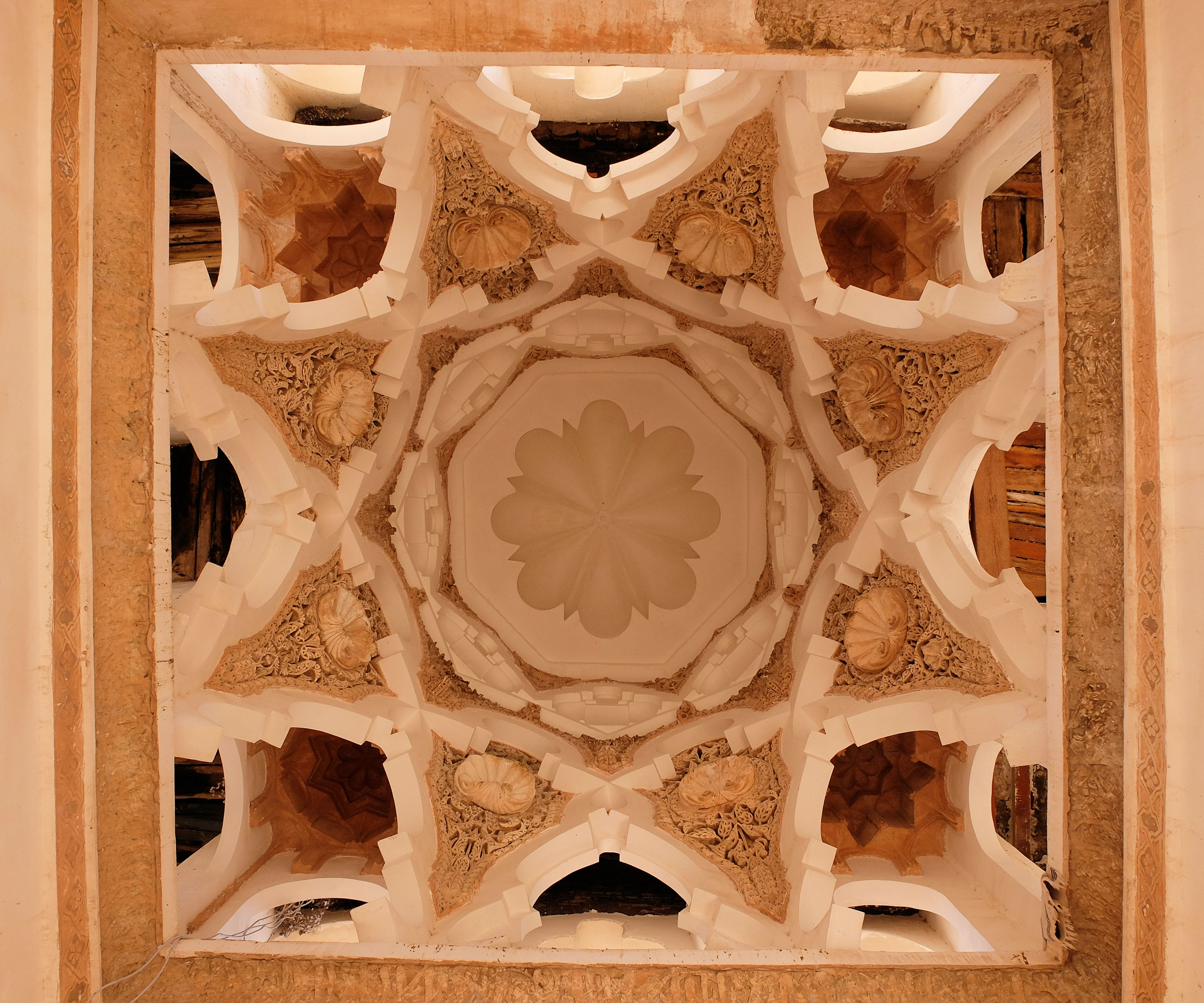
الجزء الداخلي من القبة الرئيسية
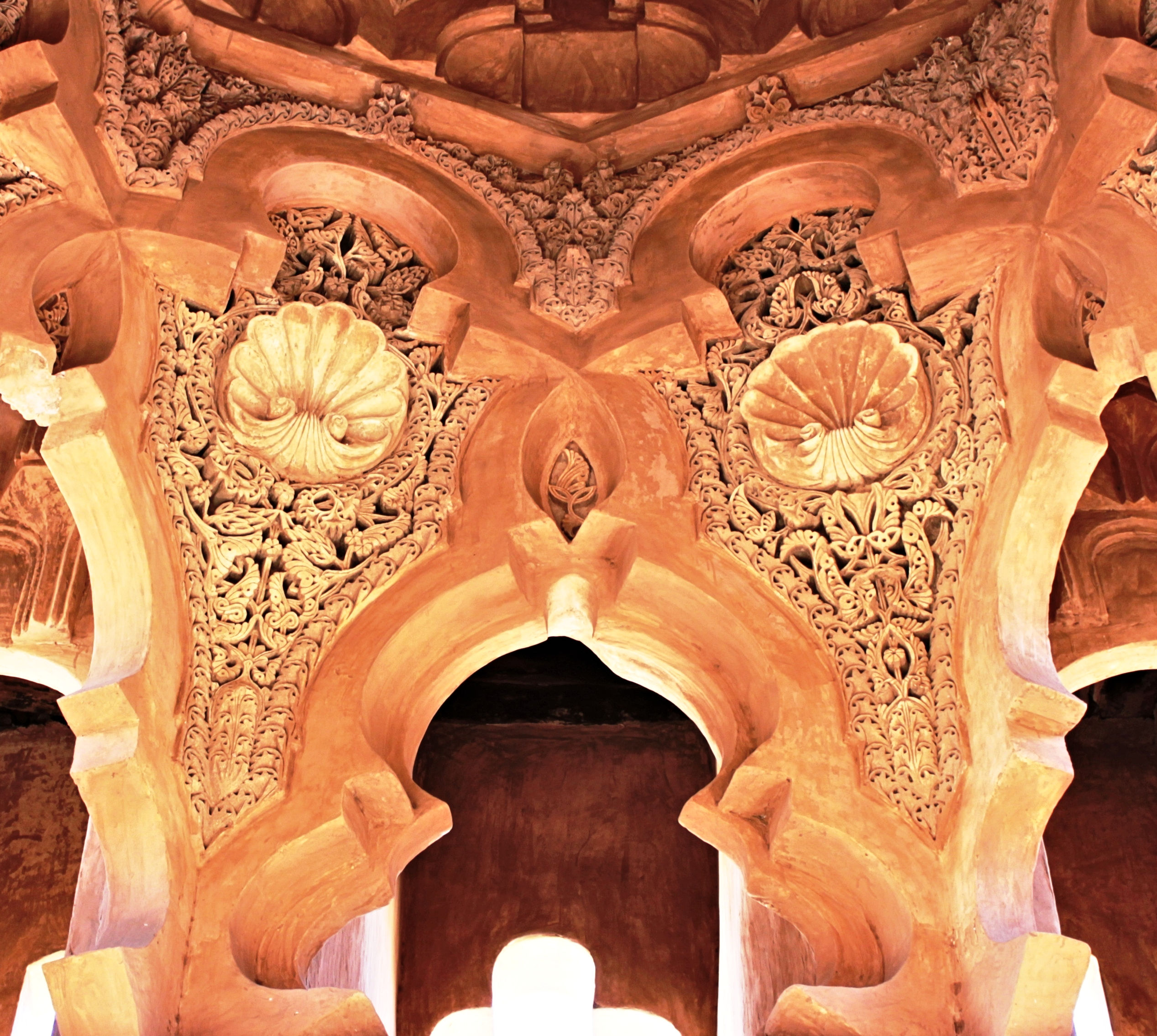
تفاصيل الزخرفة داخل القبة
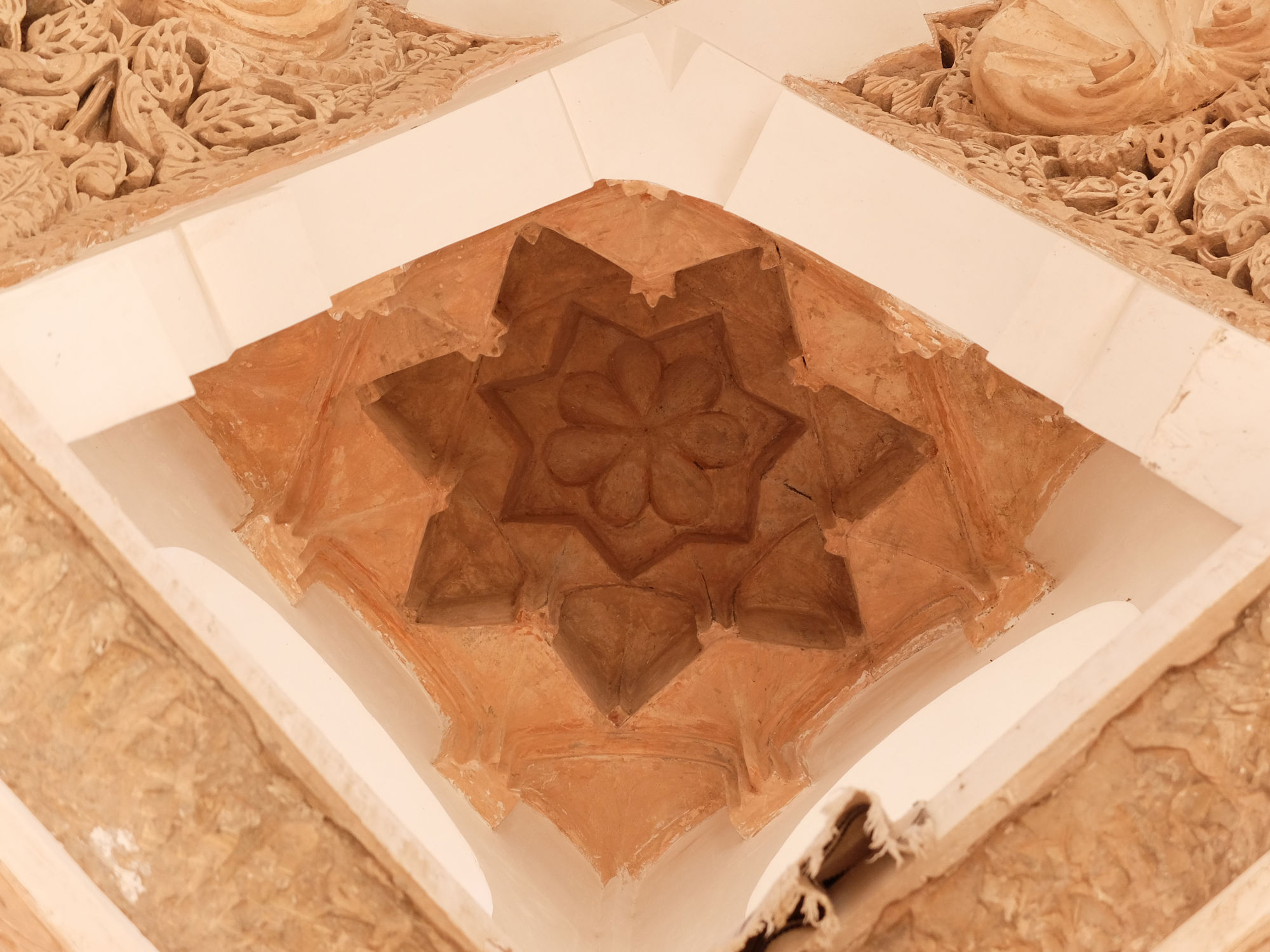
إحدى قباب المقرنصات الصغيرة في الزوايا الأربع
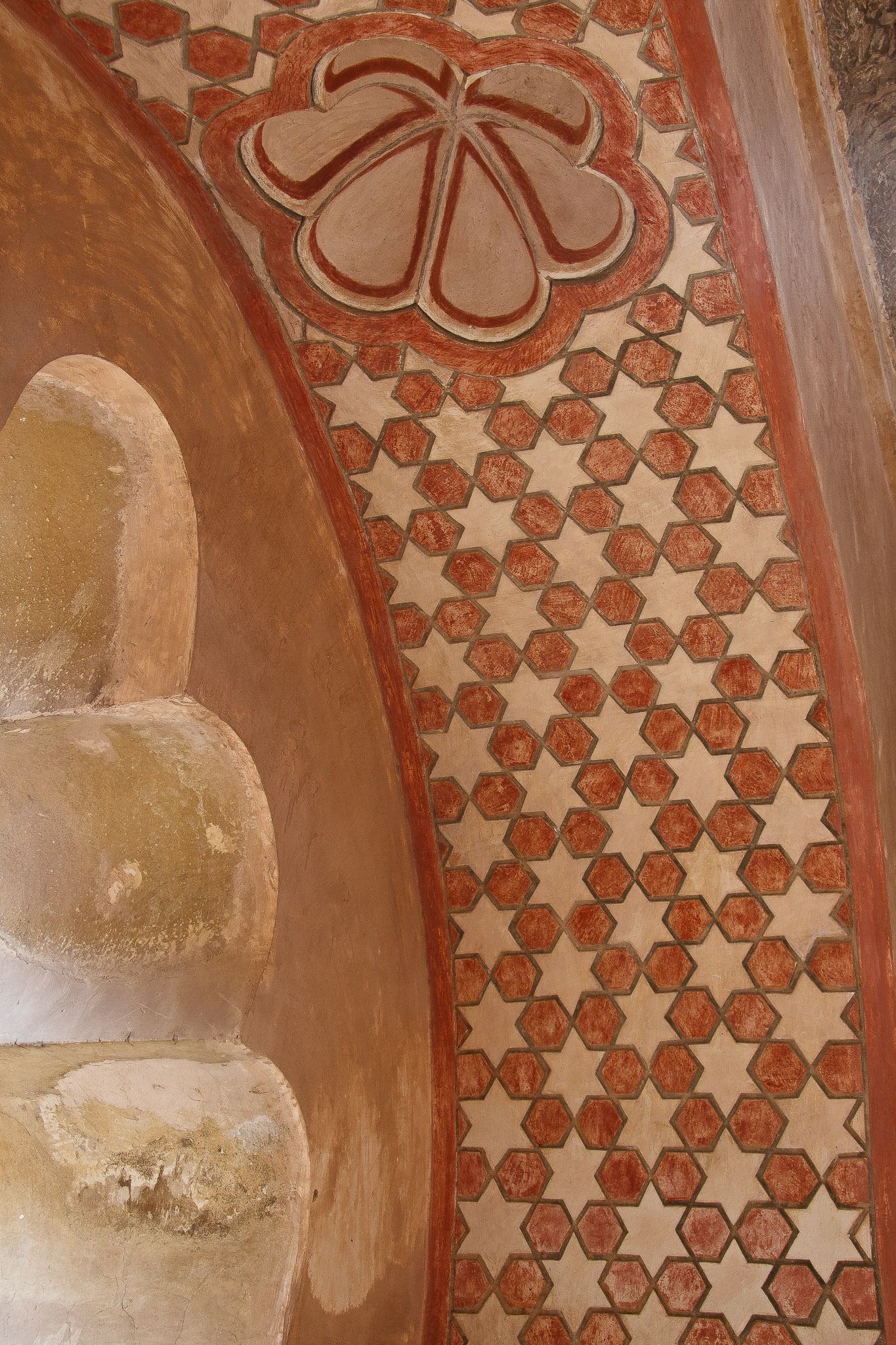
الزخارف على الأقواس حول الحافة الداخلية للجناح
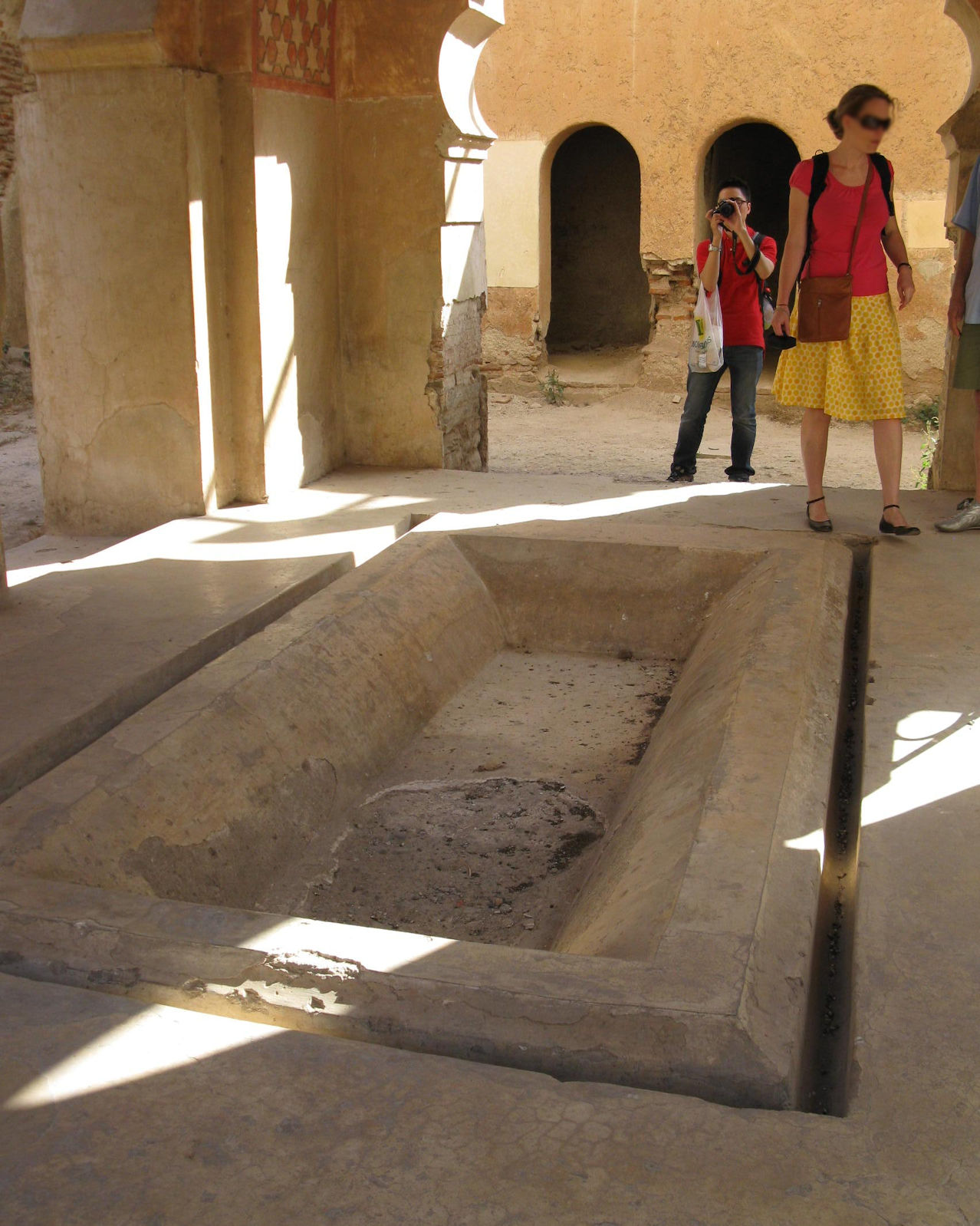
حوض مائي تحت القبة، والحوض محاط بخندق رفيع حيث يمكن تصريف المياه المسكوبة

### مبانٍ أخرى حول الجناح
حُفرت سلسلة من المراحيض الخاصة، التي ربما بُنيت في فترة لاحقة، في جميع أنحاء المبنى المقبب. بجانب المبنى المقبب كان هناك أيضًا نافورة ضخمة أو مصدر مياه في مبنى مستطيل آخر يبلغ قياسه قرابة 14.5 × 4.5 مترًا.:104 كان المبنى مفتوحًا على الشارع من خلال ثلاث فتحات مقوسة، حيث تشغل كل فرجة حوض مياه وحوض مياه على طول جداره الخلفي. يُشبه مبنى النافورة هذا، في شكله الأساسي، نافورات الحائط اللاحقة في مراكش مثل تلك الموجودة في مسجد المواسين أو نافورة شرب وشوف.

سُحبت المياه لهذه النافورة وكشك الوضوء عبر أنابيب برونزية من خزان قريب مغطى بقبو أسطواني، والذي يمكن العثور عليه اليوم خلف هذه المباني. من المحتمل أن إمداد هذا الخزان بالمياه كان يعتمد بدوره على الهيدروليكا الثورية للخطارات، وهو نظام تصريف مميز في تاريخ المغرب.

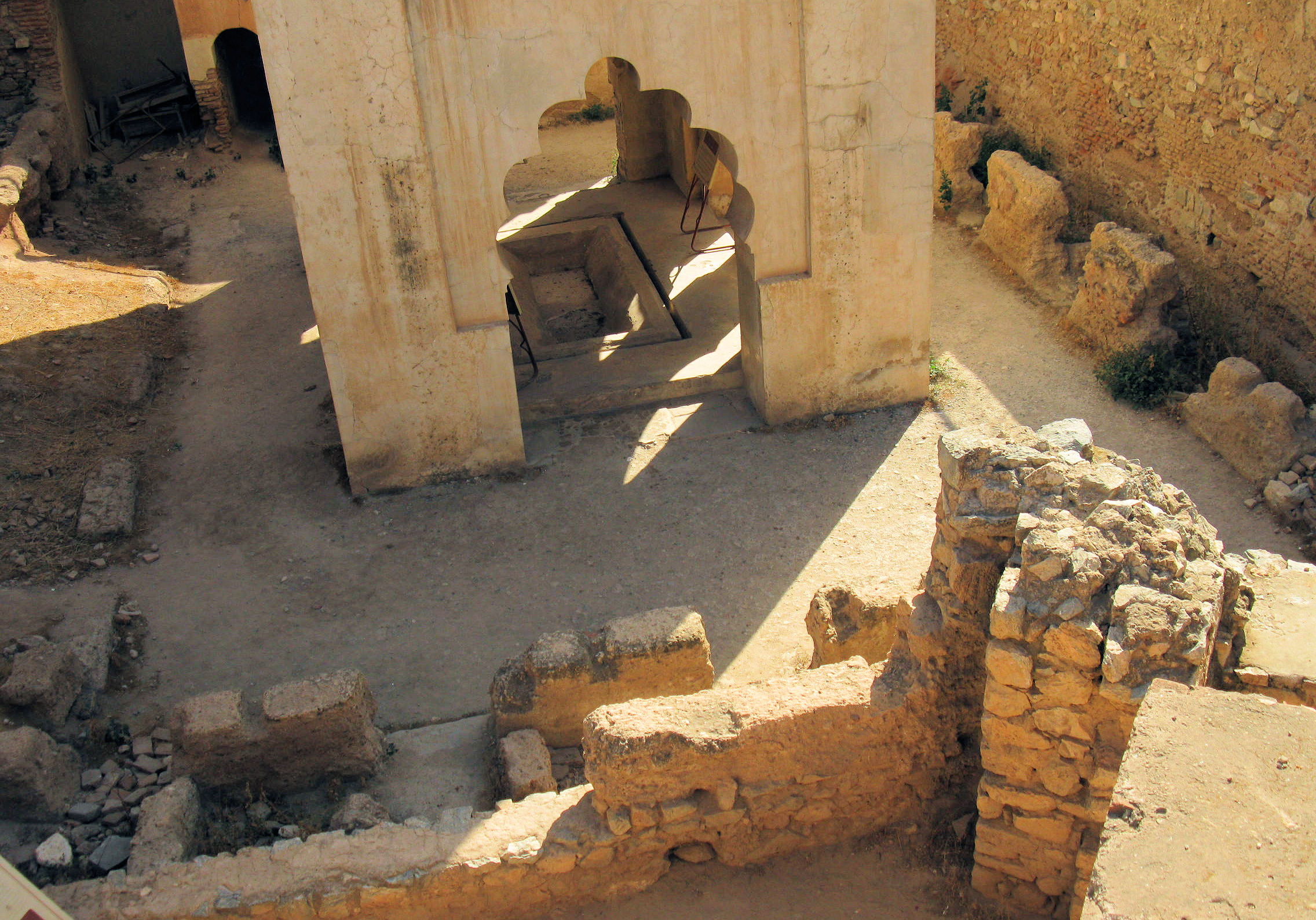
قاعدة القبة، مع بقايا المراحيض الخاصة المحيطة بها
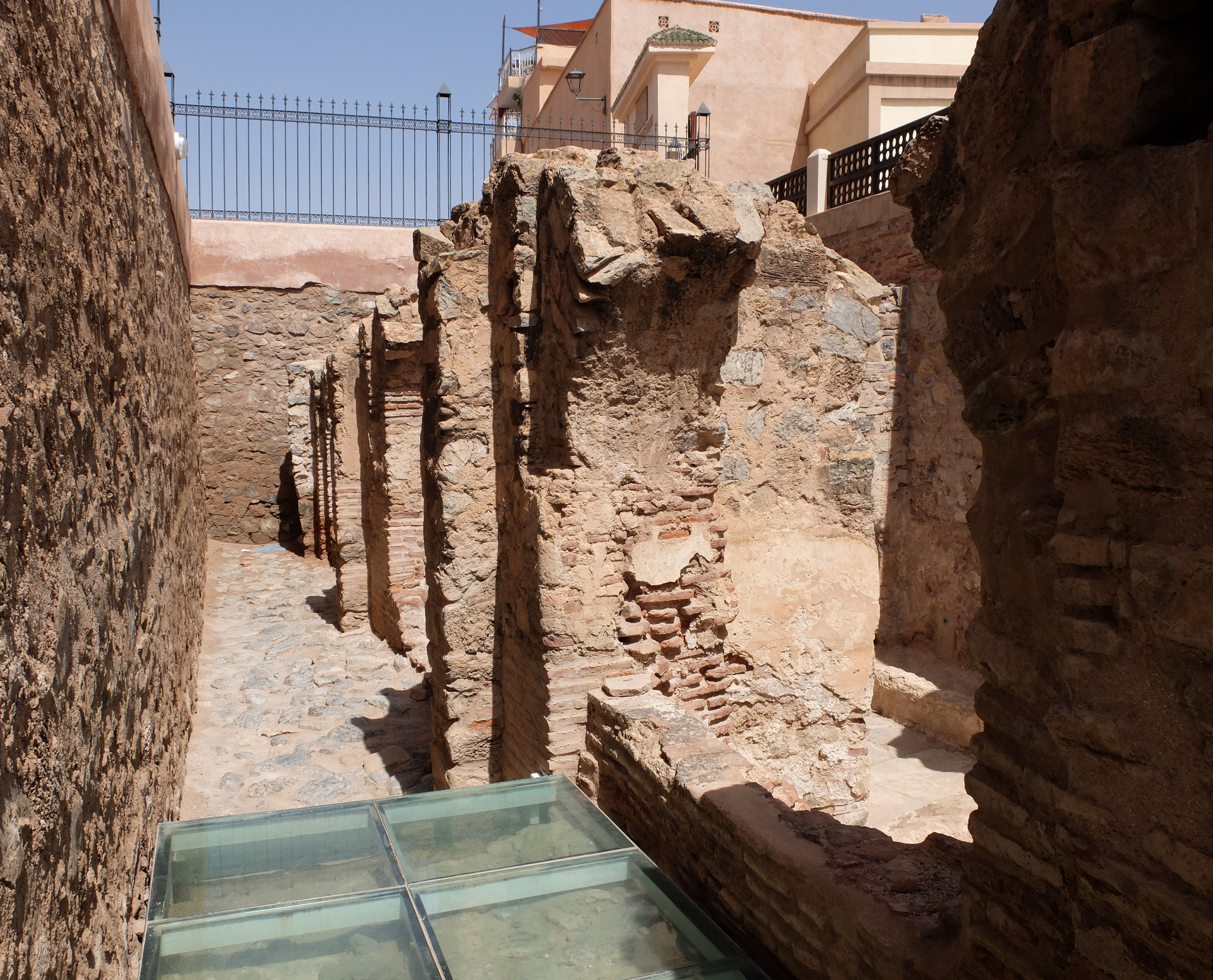
بقايا مبنى النافورة ذات الأقواس الثلاثية بجوار القبة
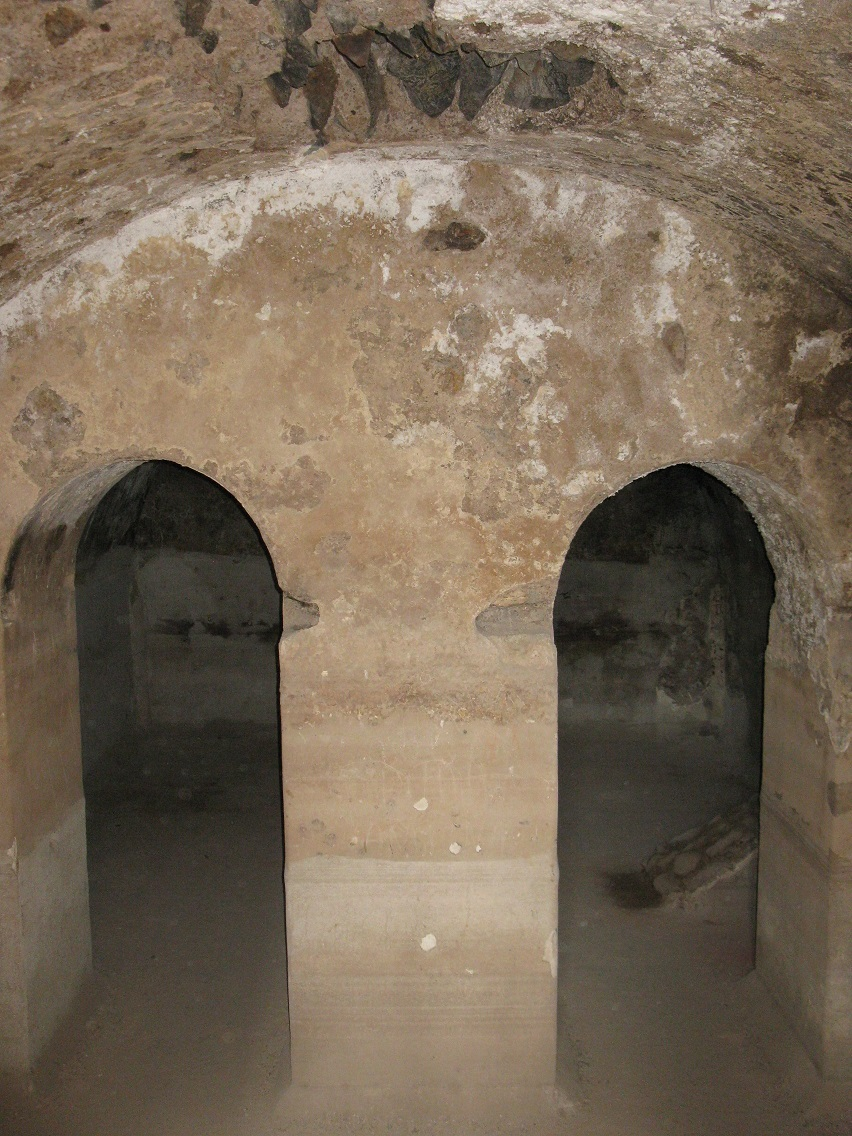
داخل الخزان خلف النافورة

## الترميم
جرى ترميم القبة من قبل مؤسسة عمر بنجلون بعد التوقيع في سبتمبر 1999 على اتفاقية تعاون مع وزارة الثقافة المغربية تتضمن أيضا ترميم مدرسة ابن يوسف، ويقع هذان المعلمان بالقرب من متحف مراكش الذي تديره مؤسسة بنجلون. خلال عملية الترميم، هُدم الجدار الذي كان يحيط بالموقع الأثري منذ اكتشافه لإفساح المجال لبوابة حديدية. وقامت وزارة الثقافة بترميم أحدث في عام 2019.

## للاستزادة
- Terasse, H., "L'Art de l'empire Almoravide, ses sources et son évolution", Studia Islamica, III, 1955.
- Meunié, J. and Terrasse, H., Nouvelles recherches archéologiques à Marrakech, Paris, 1957.

## روابط خارجية
- Extensive information (WNF) website (بالإنجليزية)
- Almoravid Qubba in the Manar al-Athar digital photo archive (بالإنجليزية)